# Kwiaciarnia
Kwiaciarnia:

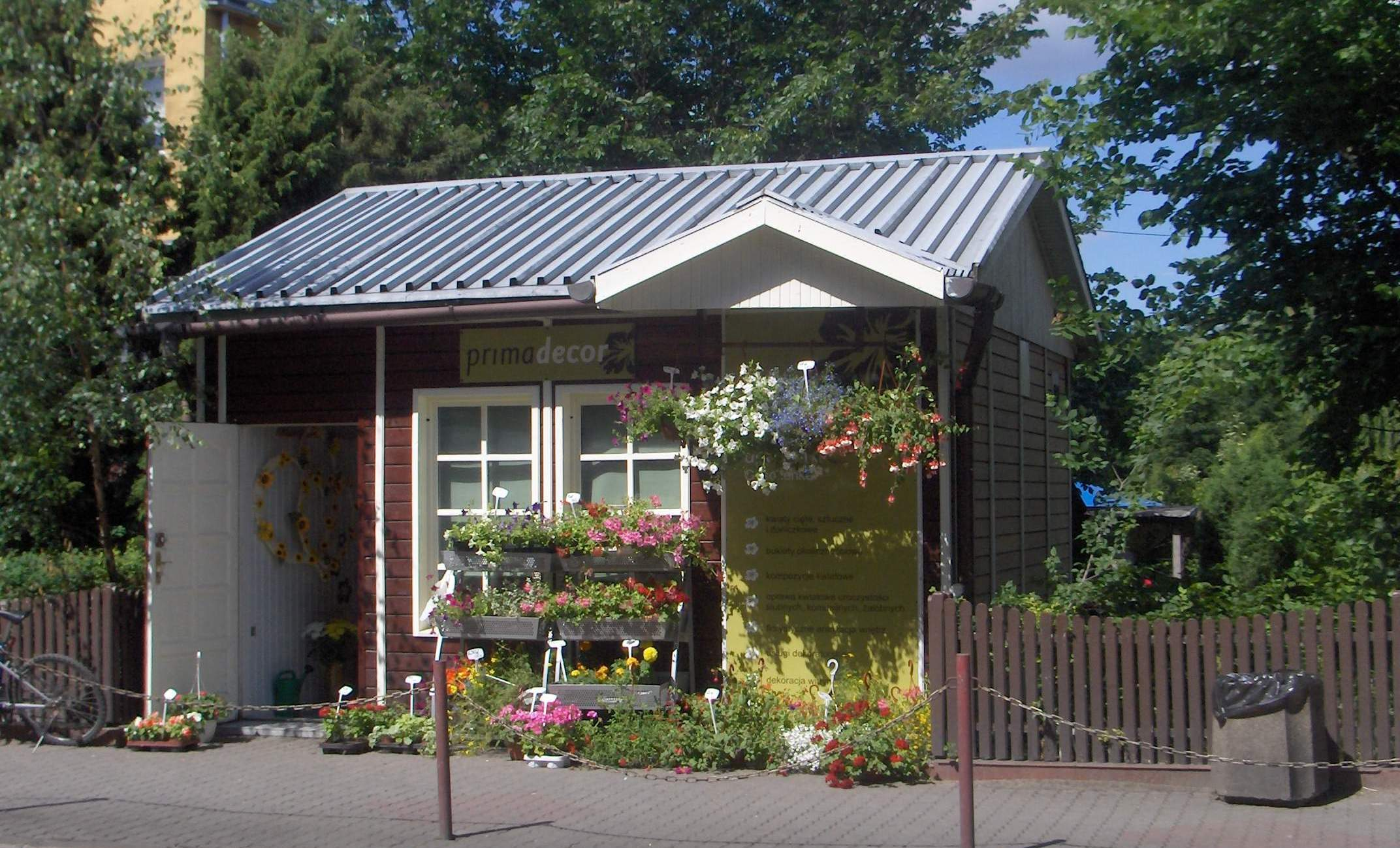
Kwiaciarnia w Słubicach.

1. przedsiębiorstwo handlowe zajmujące się detaliczną sprzedażą kwiatów, a także innych artykułów pokrewnych, będące własnością osób fizycznych lub prawnych,
2. jednostka będąca stałym punktem detalicznej sprzedaży kwiatów oraz stworzonych z nich kompozycji, dysponująca lokalem wyposażonym w odpowiednie urządzenia służące do ekspozycji i sprzedaży,
3. Sklep, w którym sprzedaje się kwiaty.
Rodzaje kwiaciarni
- ogólnoasortymentowe, prowadzące sprzedaż kwiatów z bieżącej hodowli,
- według form sprzedaży: kwiaciarnia lokalna; kwiaciarnia internetowa.